# Astro Boy (videogioco 1994)
Astro Boy (Tetsuwan Atom, in Giappone) è un videogioco a piattaforme, pubblicato da Banpresto per Super Famicom nel 1994. Si basa sul personaggio creato da Osamu Tezuka negli anni 50.

## Il gioco
Uscito nel solo Giappone il 18 febbraio 1994, il gioco segue gli eventi della serie animata del 1963 di Astro Boy, utilizzando però il design della serie animata del 1980.